# 圣索尔夫
圣索尔夫（法語：Saint-Solve，法語發音：[sɛ̃ sɔlv]）是法国科雷兹省的一个市镇，属于布里夫拉盖亚尔德区。

## 地理
圣索尔夫（45°18'36"N, 1°24'2"E）面积5.84 平方千米，位于法国新阿基坦大区科雷兹省，该省份为法国中南部省份，北起上维埃纳省和克勒兹省，西接多爾多涅省，南至洛特省，东临多姆山省和康塔爾省。
与圣索尔夫接壤的市镇（或旧市镇、城区）包括：奥布雅、圣西尔拉罗什、维尼奥勒、武特扎克。
圣索尔夫的时区为UTC+01:00、UTC+02:00（夏令时）。

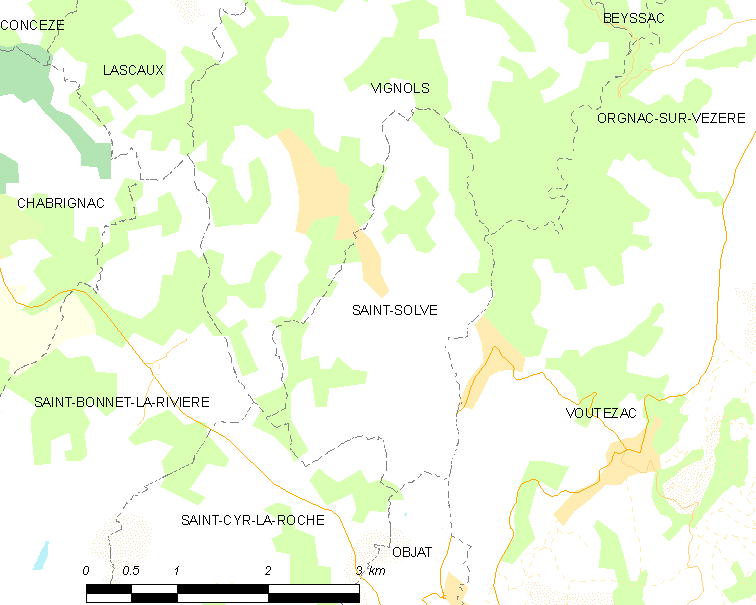
圣索尔夫的OSM定位图

## 行政
圣索尔夫的邮政编码为19130，INSEE市镇编码为19242。

## 政治
圣索尔夫所属的省级选区为利桑多奈县。

## 人口

1962-2008年间圣索尔夫人口变化图示

圣索尔夫于2022年1月1日时的人口数量为451人。